# Buchtienia
Buchtienia é um género botânico pertencente à família das orquídeas (Orchidaceae). Foi publicado por Schlechter em Repertorium Specierum Novarum Regni Vegetabilis 27: 33, em 1929. A espécie tipo é a Buchtienia boliviensis Schltr.. O nome do gênero é uma homenagem a Otto Buchtien, diretor do Museu Nacional da Bolívia.
Compõem este gênero três espécies bastante robustas, muito parecidas, com mais de uma metro de altura, terrestres, que lembram muito plantas do gênero Skeptrostachys. São naturais do sudoeste da Amazônia, no Equador, Bolívia, Peru e Brasil, de 700 até 1400 metros de altitude, em florestas equatoriais úmidas.
Apresentam raízes carnosas e cilíndricas, pubescentes; até cinco folhas basais, pecioladas, formando uma roseta, normalmente presentes durante a floração; inflorescência alongada, com até um metro e meio de altura, densamente florida no terço superior. Suas flores, bem abertas, são esverdeadas ou rosadas, com estreitas pétalas eretas, juntas à sépala dorsal, labelo trilobado, coluna alargada em grande cavidade estigmática, e ovário carnoso.
Segundo Szlachetko, as três espécies descritas seriam apenas uma, variedades da Buchtienia boliviensis Schlechter.

## Espécies
1. Buchtienia boliviensis Schltr., Repert. Spec. Nov. Regni Veg. 27: 34 (1929).
2. Buchtienia ecuadorensis Garay, Opera Bot., B 9(225;1): 234 (1978).
3. Buchtienia rosea Garay, Bot. Mus. Leafl. 26: 23 (1978).